# Ježica
Ježica je bila nekoč vas, danes pa je severno predmestje Ljubljane med Bežigradom in Črnučami. Leži na desnem bregu reke Save, ki na tem mestu zavije bolj južno, ob njej pa je urejen edini ljubljanski avtokamp s kopališčem. Skozi naselje je speljana Dunajska cesta. Leta 1891 je bila skozi Ježico zgrajena železniška proga iz Ljubljane proti Kamniku, ki ima tukaj Železniško postajališče Ljubljana Ježica.
Ježica spada v ljubljansko četrtno skupnost Posavje. V bližini se nahaja znamenita gostilna Pri ruskem carju. Na Ježici sta se rodila literarni zgodovinar Fran Levec (1846) in pesnik Alojzij Merhar (1878).

## Izvor imena
Ime je dobila po ježi. To je okoli 15 m visoka vzpetina savske terase, ki jo najlažje opazimo za Ježiško cerkvijo in poteka vse od Tomačevega do Šentvida pri Ljubljani. Ljudje so v preteklosti zgradili vasi na terasi, saj so se bali poplavljanja Save, ki je pred regulacijo poplavljala tudi do Male vasi.

## Geografija
Ježica leži na severu Ljubljane. Na severu in vzhodu meji na strugo reke Save, na jugovzhodu na Malo vas ter blokovsko naselje BS 7 na jugu oz. jugozahodu, na zahodu pa na Savlje. Tako kot večina vasi ljubljanskega Posavja je del Ježice postavljen na savski terasi, ježi, del pa pod njo. Zaradi novogradenj in urbanizacije ter spojitve z Ljubljano je danes težko videti meje med Ježico, Malo vasjo, Stožicami ter Savljami. Nekako velja tako, da spodnji del vasi leži ob Dunajski cesti, kjer se nahaja tudi ulica Stara Ježica. Zgornji del pa poteka po cesti Ježica, ter ulica Danile Kumar proti Ježiški cerkvi in se končna pred mostom čez železnico. Gostilna pri Ruskem carju, ki jo nekateri uvrščajo na Ježico, pa naj bi že spadala pod Malo vas, kakor je vidno na nekaterih starih razglednicah in opisih.

## Zgodovina

### Rimska doba
Najstarejše najdbe na Ježici segajo v obdobje Rimskega cesarstva, ko bi se naj na tem območju nahajalo antično grobišče. Ostanke grobišča s skeletnimi pokopi in pridatki so našli leta 1880 pri kopanju gramoza. Na območju današnje Dunajske ceste je potekala znana cesta, ki je šla iz Aquilleje preko Emone skozi Posavje in naprej na Trojane ter proti v Celju. Ta cesta je zarisana na karti Tabula Peutingeriana iz 3. stoletja n. št.. Blizu današnjega črnuškega mostu pa se je nahajal rimski most, ki je slonel na 26 kamnitih opornikih. Stal je 80 m zahodneje od današnjega mostu in je bil 8 m širok in 300 m dolg. Most čez Savo na Črnučah so gradila moštva treh legij v času pred letom 14 našega štetja. Odkril ga je inž. B. Bloudek že leta 1901, ko je naletel na štiri opornike, ki pa so propadli zaradi poglabljanja savske struge. Ko je leta 1911 še zadnjemu oporniku grozila ista usoda, so ga dvignili in spravili v varstvo v Križanke. Ostanki pa so sedaj shranjeni v  Ljubljanskem narodnem muzeju in Praškem tehičnem muzeju. Nato so še istega leta raziskali še en opornik, ki je potrdil gradbeno zasnovo mostu. Po propadu rimskega cesarstva so plemena, ki so prihajala na to ozemlje porušila most in vse do 18. stoletja tu ni bilo več mostu. Most je nadomeščal brod.

### Srednji in novi vek
Ježica je bila prvič omenjena leta 1359 z imenom Jessitz in kasneje tudi Jesischa. Vas je nastala na terasi, da se je izognila poplavam, ki jih je povzročala Sava.
V 12. stoletju se prvič omenja šempetrska fara v katero je spadala Ljubljana. Ustanovitev Ježiške fare pa je tesno povezana s šempetrsko faro, katere podružnica je bila tudi Ježica. Cerkev na Ježici je prvič omenjena leta 1451 
Leta 1515 so na slovenskem potekali kmečki upori. Takrat se je aprila na Ježici, kjer je danes kopališče, zbralo pet ali šest tisoč kmetov. O tem priča plošča, ki je vzidana v nekdanje Šternovo kopališče. Na pogajanja s kmeti so prišli tudi cesarski komisarji, ki jih je vodil štajerski deželni glavar Žiga Dietrichstein. Ti so poskušali odvrniti kmete od uporov, saj je prihajalo že do nasilnih dejanj. To jim ni uspelo in prišlo je do velikih kmečkih uporov.

### 18. stoletje
Leta 1713 so pripravili načrte za popravilo celotne trase glavne prometne smeri Dunaj–Trst oz. Dunaj–Reka. To državno cesto so temeljito popravili v letih 1720-1723, do leta 1730 pa so bila dela zaključena. V okviru tega urejanja državne ceste so speljali cesto zopet skozi Črnuče in zgradili most čez Savo v bližini starega rimskega mostu. Cesta se je vila zopet po stari rimski trasi. Most je bil zgrajen leta 1724.
Leta 1787 je Ljubljanski gubernij dal dovoljenje za ustanovitev male fare ali lokalije na Ježici. V letih od 1787 do 1802 so zgradili novo cerkev in jo posvetili leta 1830. V teh letih je na Ježico prišel prvi župnik Jurij Japelj. Skrbel je za izgradnjo nove cerkve vendar je ni dočakal saj je odšel z Ježice že leta 1795. Leta 1787 je Jurij Japelj ustanovil prvo šolo na Ježici in začel pučevati otroke Ljubljanskega Posavja branja, pisanja, računanja in verouka. Tega leta je bilo na Ježici 32 hiš in 172 prebivalcev. Otroci so imeli pouk kar v njegovem stanovanju, ob lepem vremenu pa je organiziral šolo v naravi pod kakšnim drevesom ali ob Savi. Tam so učenci uprizarjali razne igre za rekreacijo ali pa so pomagali kmetom pri delu. Japlja sta nasledila Anton Traven (1795–1807) ter Franc Pavšič (1807–1812).
Že od nekdaj so bili ljudje na Ježici kmetje. Imeli so pomembno vlogo pri oskrbi Ljubljane s hrano, ki so jo pridelali. Kasneje v 18. stoletju je zaradi rasti prebivalstva prišlo do tega, da ni mogel več vsak dobiti zemlje. Zato so se nekateri začeli seliti v mesto, nekateri pa se preživljali z dnino ali postali obrtniki.

### 19. stoletje
Leta 1848 je prišlo do Zemljiške odveze. Kmet je postal svoboden gospodar in lastnik zemlje, ki jo je obdeloval. V tem stoletju se je na Ježici rodil in živel Fran Levec, književni zgodovinar, kritik, urednik ter profesor nemščine, slovenščine, zgodovine in zemljepisa. Rodil se je v hiši, kjer je gostilna Florjančkov hram. Takrat je tu živel tudi Matija Sitar, pisec prispevkov iz področja umetnostne zgodovine.  V 19. stoletju je bila na Ježici samo slovenska šola zaradi slovenskega prebivalstva. Poleg te, tu ni bilo še nemške šole kot v nekaterih okoliških krajih, kot je Šentvid in predvsem Ljubljana. V tem času je Blaž Potočnik nadaljeval Japljevo šolsko tradicijo; ustanovil je tudi narodno čitalnico. Leta 1870 so na Ježici zgradili prvo šolsko poslopje in leta 1891 je mimo Ježice stekla kamniška proga.
Leta 1895 je Ljubljano in okolico prizadel močan potres, v katerem je bilo poškodovanih veliko hiš ter tudi cerkev na Ježici in so morali obnoviti notranjo opremo. Takrat je vso prebivalstvo zbiralo prispevke, pri čemer se je izkazal tudi župan Ježice, Anton Bolka.

### 20. stoletje
Leta 1902 je bilo na Ježici ustanovljeno prvo gasilsko društvo na pobudo takratnega župana Antona Vilfana. 1910 je začela na Ježici obratovati prva krajevna pošta, ki je imela svoje prostore v hiši nasproti gostilne Florjančkov hram (pri Florjančku). Istega leta so tu zgradili vodovod. Voda je najprej pritekla ježiškemu župniku, šoli, mežnarju ter županu Antonu Vilfanu. V tem času se je na tem področju močno razvilo društveno in politično življenje.

#### 1. svetovna vojna
Z začetkom vojne so bili moški iz Ježice kakor iz vseh drugih krajev vpoklicani v vojsko. Doma so ostale samo ženske in dekleta. Tako je začelo primankovati živil in vsega potrebnega. Društveno in politično življenje je zamrlo v času vojne. Dvorana na Ježici je bila zmeraj polna vojakov, ki so prihajali iz fronte in odhajali na njo. Ježica je bila nekakšna vmesna postaja, kjer je bilo zbrano vse, od vojaštva do konj, vse narodnosti avstroogrske monarhije in tudi iz nemškega rajha. Zaradi utesnitve so vojake razmestili tudi po drugih hišah. Vsaka hiša, gostilna, trgovina je morala najti prostor za vojaka.
18. maja 1916 se je italijanski vojski uspelo približati Ježici in padle so prve bombe na Bregarjev travnik pred Ruskim carjem. Škode ni bilo. V nadaljevanju vojne se italijanski vojski ni več uspelo približati Ježici. Leta 1918 je bilo konec vojne in Avstroogrska je razpadla. 

#### 2. svetovna vojna
Ježico je 11. aprila 1941 zasedla italijanska vojska. Domačini so v petek zvečer ob pričakovanju zasedbe nemške vojske, presenečeno opazovali italijanske vojake, ki so z motorji pridrveli na Ježico in se ustavili pred črnuškim mostom. Nosili so čelade, pokrite s šopom črnobarvnega petelinjega perja. Za njimi je prišlo drugo italijansko vojaštvo in zasedlo Ježico do Save. S črnuške strani pa so se na mostu pojavili Nemci. Tako je nastala na črnuškem mostu italijansko nemška meja. Meja takrat še ni bila načrtno določena. Šele konec septembra so mejo premaknili s črnuškega mostu med Plevnovo in Janezovo hišo na Ježici, ki je potekala naprej po spodnjem polju, imenovanem Prod. Na omenjenem polju so Nemci zgradili »nemško cesto« in novo železniško zvezo z gorenjsko železnico mimo Črnuč do Laz. Mejo pod Savljami in Klečami so Nemci opremili z žičnimi ovirami, minskimi polji in visokimi stražarskimi stolpi, ki so ponoči osvetljevali mejno področje. Glavni mejni prehod je bil na Ježici, na prostoru kjer je sedaj avtobusno obračališče. Tu sta ostala še oba obmejna objekta. Na tem prostoru sta okupatorja zaradi meje podrla Janezovo hišo, last Franca Kosa ter Pajsarjevo hišo, last Marjete Kopitar. Franc Kos si je moral za družino in živino sam poiskati novo bivališče. Med leti 1941 – 1943 je bila italijanska vojska na Ježici kar številčna. Štela je 300 mož. Sestavljali so jo fašisti, alpinci in druge pešadijske enote. Svoja bivališča so imeli v objektih Šternovega kopališča, na kegljišču in v gostilni pri Florjančku, v Prosvetnem domu na Ježici, krajši čas v Sokolskem domu v Stožicah, v Savljah v gospodarskem poslopju pri Goršču, mejni organi pa v tovarni pri Vidmarju in deloma v Klečah pri Mrharju. 7. Septembra 1941 zvečer so v Mali vasi v bližini nekdanje trgovine pri Špornu, štirje mladi Skvojevci: Adrijan Kumar, Jože Kališnik, Lojze Gogala in Miro Kos izvedli prvo oboroženo akcijo na Ježici. Ko so srečali nočno patruljo mejnih finančnih miličnikov italijanske vojske, so nanjo začeli streljati. Dva mejna miličnika sta bila težko ranjena. Ta dan je Ježica 1955 sprejela za svoj krajevni praznik. O tem je poročal Vestnik obveščevalnega urada XI. Armadnega korpusa italijanske okupacijske vojske. Med vojno sta na Ježici 96 stanovala tudi Pepca in Edvard Kardelj v letu 1937-1938. Spomladi leta 1942 pa je pod imenom Andrej Nikolić krajši čas tu bival tudi Ivan Maček- Matija.
V drugi polovici leta 1943, po kapitulaciji Italije je italijanska vojska zapustila ježensko občino in ljubljansko Posavje. Prišli so Nemci in zavzeli italijansko fašistično oblast v Ljubljani. Po zasedbi Nemčije je bilo ustanovljeno domobranstvo. Sprejeta je bila odločitev da bo na Ježici nastanjen 1. Vod. 14. Čete, ki je imela sedež v Polju in je spadala v 1. Bataljon. Na Ježici so se domobranci nastanili 19. Septembra 1943 v Erjavčevi hiši 46, kjer je bila prej italijanska karabinjerska postaja.
V neposredni bližini Ježic je med 2. svetovno vojno potekala tudi meja med nemško in italijansko okupacijsko cono. V bližini športne dvorane pri Ježicah, o tem pričajo ostanki podpornih stebrov nemškega stražarskega stolpa.
Osvobodilno gibanje
Nastanek OF na Ježici je tesno povezan s prvimi koraki Staneta Bizjaka v juniju 1941, po ustanovitvi vaškega odbora. Julija 1941 se je vodstvo centralne tehnike KPS, odločilo zgraditi bunker pod novo mizarsko delavnico na Ježici. Namenjen je bil za radijsko tehniko. Gradbeno jamo velikosti 3,5 x 3m in višine 2,5m, so skopali pod vodstvom Rudija Ganzitija, domači vajenec Jože Kališnik, Adrijan Kumar in Lojze Gogala, vsi skvojevci. Neposreden vhod v bunker je bila betonska plošča na koleščkih, ki je s premikanjem odpirala vhod. Za vhod in izhod v bunker je bilo potrebno dvigniti sod z žaganjem. V tem bunkerju pri Lojzetu Kosu je delal ing. Miloš Brelih in sestavljal radijske postaje dobro leto, dokler ni Kosova hiša postala sosedom in okupatorjem sumljiva in zanimiva, saj so v njej večkrat prespali aktivisti, izrečena pa je bila tudi prisega Narodne zaščite. Spomladi 1943 so belogardisti aretirali Lojzeta Kosa. Aretiral ga je Janez Kos- Cico poveljnik MVCA v Savljah. Med iskanjem bunkerja v hiši je Lojzu uspelo pobegniti, njegovo ženo pa so odpeljali v postojanko jo pretepali in mučili, ki pa so jo po treh mesecih izpustili.
Konec vojne
Po koncu vojne so se 9 in 10. Maja 1945 številni posavski borci vrnili domov. Ježica in sosednje vasi so bile okrašene z zastavami, napisi, spomladanskim cvetjem. Že naslednji teden in pozneje so se začela javna zborovanja v mestu in po vaseh. Velik partizanski miting je bil v nedeljo proti koncu maja na dvorišču in vrtu nekdanje gostilne Pri ruskem carju. Nastopili so tudi domači kulturniki z majhnimi ansambli, kjer je sodeloval tudi Vinko Snoj, ki se je že od leta 1944, čeprav vojni invalid, pripravljal in zbiral ljudi za nastop, ko bo zasijala svoboda. Na tem mitingu so nastopali tudi domači govorniki, aktivisti, politkomisarji in komandirji. Sodelovala je tudi šolska mladina. 

#### Obdobje komunizma in socializma
Od osvoboditve Ljubljane 9. Maja 1945, so odbori OF dokončno prevzeli v mestu in na Ježici vso oblast. Že 16. Maja so bile volitve v četrtne odbore OF in volitve delegatov za mestni odbor OF. Ljubljana je bila takrat razdeljena na sedem rajonov in 35 četrti. Pred volitvami v Narodnoosvobodilne odbore julija 1945 pa so Ljubljano razdelili na 10 četrti (Center, Bežigrad, Ježica, Moste, Poljane, Rakovnik, Šiška, Šentvid, Tabor in Vič), s katerimi so zamenjali tedanje rajone in četrti.  Na Ježici je postal prvi predsednik četrtnega NOO Jože Rozman, mali kmet in nekdanji strojnik kmetijske zadruge, tajnik pa Lojze Jernejc, predvojni komunist, aktivist OF in interniranec. Na Ježici je bila organizirana tudi postaja narodne milice. Od aprila do novembra 1947 je bil reorganiziran in razdeljen mestni ljudski odbor, ki ga je vodil Boris Cunder, aktivist iz domačiji Pri ruskem carju. Za tajnika je bil postavljen Stane Dovč iz Tomačevega, aktivist OF.
Leta 1946 so začeli obnavljati nekdanjo Tyršerjevo cesto (Dunajska cesta), preimenovali pa so jo v Titovo cesto, ki je bila izročena prometu 11. Decembra 1946, ko jo je svečano odprl Tone Brejc, minister za delo LRS. Po tej cesti je začel redno voziti mestni avtobus, kasneje leta 1958, pa trolejbus, ki so ga ukinili leta 1968. Nekako v tem času so uredili tudi pločnike ki so jih asfaltirali.
Takoj po osvoboditvi leta 1945 so svojci padlih partizanov in drugih žrtev NOB z Ježice ustanovili odbor za prevoz padlih borcev. Odbor, ki mu je predsedoval Otmar Kolenc iz Stožic, se je lotil tudi gradnje skupne grobnice za prekopane borce. Odbor je že 4. Novembra organiziral pogreb 12 padlih borcev, katerih posmrtne ostanke so pokopali na Dolenjskem in Gorenjskem ter jih pripeljali v Stožice. Idejno zasnovo za celotno partizansko pokopališče s partizansko grobnico kot spomenikom NOB  je napravil ing. arhitekt Ivo Spinčič iz Bežigrada. Gradbena dela za grobnico je prevzel zidarski mojster Ivan Erjavec z Ježice. Oktobra 1946 je odbor organiziral svečan prenos krst iz začasnih grobnic in jih položil v novozgrajeno grobnico. Tedaj so v novo grobnico poleg 12 položili k počitku še osem prekopanih borcev, domačinov in štiri neznane borce 29. Hercegovske divizije, ki so po osvoboditvi umrli v Savljah, kjer je bila začasna vojaška bolnišnica v tovarni Tonosa. Temeljni kamen za spomenik – obelisk so položili leta 1948, vse pa je bilo zgrajeno leta 1950. Tedaj je odbor za prevoz padlih borcev celotni objekt predal odboru krajevnega združenja borcev NOB Danile Kumar, ta pa je imenoval pododbor, ki je prevzel celotno skrb za vzdrževanje grobnice.
Prosvetni dom na Ježici (nekdanja dvorana) je bil med vojno popolnoma uničen, zato so se kulturne prireditve odvijale na kegljišču pred Florjančkom. Leta 1947 so prosvetarji obnovili prosvetni dom, pri tem pa so se posebej izkazali Jože Rožman, Ciril Plevnik, Vinko Snoj, Pavle Kušar, Vinko Škerl, Ciril Ramovž, Lojze Jakopič, Franc Čamernik in ostali. Postal je dom društva svoboda, ki so ga poimenovali po domačinu, španskem borcu, in borcu Cankarjevega bataljona, Matiji Udvancu.
Leta 1947 je krajevni ljudski odbor na Ježici dobil gospodarsko nalogo o ustanovitvi kmetijske delovne zadruge in preobrazbe vasi, povečanje kmetijske proizvodnje z združevanjem zemlje, uporabo sodobne kmetijske mehanizacije, kemijskih in zaščitnih sredstev, pospeševanje živinoreje in kolektivno obdelavo zemlje. Za kulturno in družbeno preobrazbo, v zvezi z zadrugami pa zgraditi zadružne domove. Tako je bila na Ježici ustanovljena kmetijska delovna zadruga.
Leta 1955 je bilo na Ježici organizirano prvo praznovanje krajevnega praznika 7. September, na dan ko se je zgodil prvi upor proti okupatorjem na Ježici. Pri tem so sodelovala vsa društva: Partizan, Svoboda, gasilci in šola. To leto pa je bila odkrita tudi spominska plošča, na Kumarjevi hiši za delo ilegalne ciklostilne tehnike in narodni herojinji Danili Kumar. Velike kulturne prireditve pa so potekale v domu Svobode na Ježici. Dne 11. Septembra pa je bila svečana proslava na kopališču pri Savi s tovariškim srečanjem.
Leta 1964 so bile na Ljubljanskem Posavju ustanovljene krajevne skupnosti Savlje-Kleče, Posavje in Tomačevo-Jarše. Največje med njimi je bilo Posavje, pod katerega so spadale Ježica, Mala vas in Stožice. 
Leta 1961 je bila k Ježici priključena Mala vas, leta 1974 pa je bila Ježica priključena Ljubljani.

## Danes
Podoba Ježice, v primerjavi s tisto iz preteklosti, se je v današnjih časih precej spremenila. Še najbolj pa to velja za njeno okolico. Nekatere hiše znotraj vasi so ohranile svojo podobo, k tem pa se danes mešajo stavbe, ki v ta prostor nikakor ne sodijo, kazijo okolico ter spreminjajo podobo vasi. Tipičen primer je pasivna lesena hiša z visoko kamnito ograjo v bližini Horses puba, v vasi pa bi našli še nekaj podobnih hiš, ki pa jih na srečo še ni veliko. Nova pridobitev je hotel Florjančkov hram, ki je bil zgrajen leta 2014, ki pa na žalost predstavlja tujek znotraj vasi. Izgled stavbe močno izstopa od okolice, njegovo neskladje pa je še toliko bolj vidno saj je prizidan na tradicionalno gostilno, precej drugačnega videza. Kljub temu ne krši nobenih pogojev o tipu arhitekture. Mestna občina Ljubljana je vas zavarovala z odlokom, ki ne dovoljuje gradnjo visokih stavb ter opredeljuje druge pogoje, vendar so ti zakoni slabi in praktično brez pomena, saj se identiteta vasi izgublja in je praktično ni več. Blokovsko naselje, ki je bilo v času Jugoslavije zgrajeno na območju travnikov je vas spremenilo v del mesta. Omenjeno naselje med okoliškimi prebivalci ni preveč priljubljeno, saj je njegova podoba za nekatere neprivlačna. Prebivalci Ježice so danes slabše povezani med seboj kot nekoč. Mestni način življenja je naredil soseda tujca sosedu. Društev, ki so povezovala ljudi v preteklosti ni več, povezovanja ljudi potekajo predvsem preko dejavnosti cerkve svetega Kancijana, PGD Ježica ter športnih društev. Reka Sava, ki je nekoč predstavljala priljubljeno območje za preživljanje prostega časa za družine in vse druge, je danes z odpadki obremenjeno območje, kjer se pogosto zbirajo osebe z neprimernim obnašanjem. Ljudje se pritožujejo zaradi razkazovanja ter spolnega nadlegovanja, pojavlja pa se tudi kriminal. Področje severno od Črnuškega mostu je v Ljubljani postalo znano kot plaža za geje, znano po spolnih avanturah. Turizma kot je bil nekoč ni več. Gostilne, ki so nekoč slovele med Ljubljančani, so danes le bleda slika preteklosti. Ena redkih dobrih pridobitev, ki jih je Ježica dobila v zadnjih letih pa je novi park osnovan v letu 2014, in se razteza od Ježice do Jarš. Zaraščena okolica je bila urejena, postavljene klopi, športni rekviziti, urejene jahalne, kolesarske ter rekreacijske poti. Novejša pridobitev je tudi krožno križišče, zgrajeno leta 2012 ter obnovljen (2014) črnuški most čez Savo. 

## Prihodnost
Posegi, ki so v prihodnosti načrtovani za območje Ježice, nakazujejo, da v prihodnje ni videti nekega truda po ohranitvi identitete vasi ter ustvarjanja prijetne okolice za prebivalce. Odgovorni vidijo vas le kot del mesta skozi katerega potekajo pomembne prometne poti proti centru Ljubljane ter del mesta, namenjen bivanju prebivalcev Ljubljane, ki se vozijo na delo v druge dele mesta. Mestna občina Ljubljana načrtuje širitev Dunajske ceste. Od Ruskega carja naprej, je planirana nova trasa, ki bi se priključila Obvozni cesti (nekdaj Nemška cesta). Slednja bi naj bila tudi obnovljena ter speljana čez sedanje avtobusno postajališče, ter preko novega mostu na Črnuče. Vas se bo znašla v prometnem vozlišču, za rušitev pa je načrtovanih  več hiš, med njimi horses pub, ter edina še delujoča kmetija v njegovi bližini, ter vse hiše na omenjeni osi. Ostale stavbe bodo med dvema cestama. Na območju travnika pred Ruskim carjem je načrtovana stolpnica s poslovnimi objekti, znotraj katere bo tudi pošta, ob Čerinovi ulici pa pet stanovanjskih blokov. Omenjene zgradbe bodo služile kot središče četrtne skupnosti Posavje in za nekatere predstavljajo veliko pridobitev, za druge pa močan poseg v prostor in nasilje z vsiljevanjem novih zgradb.

## Geografija
Ježica leži na severu Ljubljane. Na severu in vzhodu meji na strugo reke Save, na jugovzhodu na Malo vas in blokovsko naselje BS7, na zahodu pa na Savlje. Tako kot večina vasi ljubljanskega Posavja je del Ježice postavljen na savski terasi, ježi, del pa pod njo. Zaradi novogradenj in urbanizacije, ter spojitve z Ljubljano je danes težko videti meje med Ježico, Malo vasjo, Stožicami ter Savljami. Nekako velja tako, da spodnji del vasi leži ob Dunajski cesti, kjer se nahaja tudi ulica Stara Ježica. Zgornji del pa poteka po cesti Ježica, ter ulica Danile Kumar proti Ježiški cerkvi in se končna pred mostom čez železnico. Gostilna pri Ruskem carju, ki jo nekateri uvrščajo na Ježico, pa naj bi že spadala pod Malo vas, kakor je vidno na nekaterih starih razglednicah in opisih.

## Ureditev
Do 30. let 20 stoletja je Ježica, skupaj z vasmi Savlje, Kleče, Stožice, Tomačevo in Jarše pripadala enakoimenski občini Ježica. Nato so bile vasi priključene mestni občini Ljubljana. Leta 1964 so bile na Ljubljanskem Posavju ustanovljene krajevne skupnosti Savlje-Kleče, Posavje in Tomačevo-Jarše. Največje med njimi je bilo Posavje pod katerega so spadale Ježica, Mala vas in Stožice. Po letu 2001 je Ježica del četrtne skupnosti Posavje, ki je nastala z združitvijo več krajevnih skupnosti.

## Ulice
Ježica – naslov nosijo hiše v zgornjem delu vasi, med Saveljsko cesto in ulico Danile Kumar.
Stara Ježica – naslov nosijo hiše v spodnjem delu vasi pod ježo, na vzhodni strani Dunajske ceste.
Ulica Bratov Čebulj – Imenovana po bratih Alojzu (1913-1942), Vinku (1914-1941) in Francu Čebulju (1916-1942), rojenih v Mali vasi. Bili so aktivisti in borci v OF. Alojz je padel pod Krvavcem, Vinka so ubili belogardisti v Savljah, Franc pa je padel pod Osovnikom nad Škofjo loko, kjer stoji tudi spominska plošča.
Za gasilskim domom - naslov nosijo hiše, ki stojijo za gasilskim domom.
Ulica bratov Kunovar – Imenovana bo bratih Francu (1909-1942) in Slavku (1919- 1943), rojenih na Ježici. Bila sta aktivista in borca OF. Franc je padel v Udinborštu pri Kranju, Slavko pa v Kališah pod Kamnikom.
Kališnikov trg- Imenuje se po Jožetu Kališniku, rojenem 1923 v Buču pri Šmartnem v Tuhinjski dolini. Bil je mizarski vajenec pri Lojzetu Kosu na Ježici, mladinski aktivist, skvojevec od leta 1941, odšel k partizanom v Dolomite poleti 1942 in padel poleti 1943 nad Podutikom v belogardistični zasedi.
Ulica Danile Kumar- Imenuje se po Danili Kumar (1921-1944) rojeni v Humu pri Kojskem. Bila je trgovska pomočnica, predvojna skojevka in aktivistka mladine, kurirka CK PKS, od leta 1942 borka Tomšičeve brigade, kasneje aktivistka OF in AFŽ na Gorenjskem. Padla pod Lubnikom nad Škofjo loko. Po njej se imenuje tudi osnovna šola v Stožicah.
Udvančeva ulica- Imenuje se po Matiji Udvancu (1912-1942) rojenem na Ježici, ključavničarju, članu KPJ, španskemu borcu in borcu NOV. Padel je kot komandir Selške čete skupaj s Stanetom Žagarjem pri preboju nemškega obroča na Planici nad Žabnico.
Kratka pot- naslov nosijo hiše v bližini kopališča.
Tesovnikova ulica- Imenuje se po Viktorju Tesovniku, rojenem 1928 pri Novi Štifti. Mladinski aktivist OF, dijak, borec od 1944 in potem oficir JLA. Umrl za posledicami ran 1949.

## Demografija
Leta 1787 je bilo na Ježici 32 hiš ter 172 prebivalcev.
Leta 1935 je bili na Ježici 131 naseljenih objektov, s 319 stanovanji in 278 družin, od zaposlenih je bilo tako  510 moških in 574 žensk
Leta 1936 je bilo na Ježici le 110 volivcev, od tega 59 delavcev, 25 kmetov. 
Leta 2013 je bilo v četrtni skupnosti Posavje 9.547 prebivalcev, od tega je na Ježici bivalo približno 6% (500-600) prebivalstva, v približno 185 stanovanjskih stavbah (podatki so neuradni). Uradni podatki veljajo samo za celotno četrtno skupnost, saj se podatkov za posamezna naselja ne objavlja, niti ni določenih mej kaj točno se šteje pod Ježico. V neuradnih podatkih so zajete stavbe zgoraj omenjenih ulic. 

## Znamenitosti
Bunker I –  na desnem bregu reke Save, vkopan v cestni nasip, tako da je ven gledala le strelna lina. Zgradila ga je starojugoslovanska vojska v letih 1939-1940. Zapisan v register kulturne dediščine.
Bunker II – stoji pred železniškim mostom na desnem bregu reke Save. Zgradila ga je starojugoslovanska vojska v letih 1939-1940. Ima bivalni ter enonadstropni strelni del in je največji izmed bunkerjev na desnem bregu, ki so varovali prehod preko Save v Ljubljano. Zapisan v register kulturne dediščine.
Bunker III – na desnem bregu reke Save, ostanki stojijo na travniku in so prekriti z zemljo tako da tvorijo gomilo. Zgradila ga je starojugoslovanska vojska v letih 1939-1940. Zapisan v register kulturne dediščine.
Črnuški most – v bližini tega  je že v rimskih časih stal most. Ohranili so se le nosilci, ki so danes spravljeni v muzeju. Po propadu rimskega imperija so most porušila razna plemena in do leta 1724 je tukaj deloval brod, ko so zgradili novi leseni most. Leta 1846 je bil postavljen nov most, katerega del je še danes viden za avtošolo Ježica, na katerem so sedaj parkirani avtodomi. Leta 1891 se zgradi železniški most in poleg njega zgradijo leta 1906 še cestni most, ki je osnova današnjemu. Leta 1957 so most rekonstruirali ter ga razširili. Od takrat naprej je most doživel le nekaj manjših sanacij, večja prenova pa je bila izvedena v letu 2014. 
Domačija Dunajska 254 - Zapisana v register kulturne dediščine. Pritlična zidana hiša, nekdanja gostilna pri Alešu, s simetrično dvokapno streho s frčadama in letnico 1850 na kamnitem portalu. Na dvorišču je dolgo gospodarsko poslopje. 
Gostilna Pri Ruskem carju - Zapisana v register kulturne dediščine . Nadstropen, zidan stanovanjsko - gostinski objekt v tlorisni zasnovi črke L. Na kamnitem portalu obcestnega, starejšega dela objekta, je vklesana letnica 1868. Ohranjeno je obokanje prostorov in več starejših stavbnih členov. Območje kjer stoji naj bi spadalo pod Malo vas, vendar je v neposredni bližini Ježice. Ime je dobila po ruskem carju, Aleksandru I, ki je tukaj prespal med obiskom ljubljanskega kongresa leta 1821.
Cerkev sv. Kancijana in tovarišev na Ježici - Prva znana omemba 1526. Porušena 1798. Nova na bližnji lokaciji 1802. Večje prezidave (1938 - 1942) po načrtih V. Glanza. Bogata notranja oprema (A. Vodnik, J. Šubic, S. Kregar).
Most rokava Save – manjši most na Dunajski cesti, nasproti gostilne Florjančkov hram. Danes ne služi svojemu namenu. Nekoč je pod njem tekel rokav reke Save, ko je le ta narasla. Zanimiv zgolj kot prikaz kako visoko je nekoč tekla reka Sava.
Železnica – zgrajena leta 1891. Vlaki so nekoč ustavljali v spodnjem delu vasi, na postaji, ki se je po gostilni Tavčar imenovala Tauzherhof in bila odprta leta 1893. Leta 1910 so na pobudo občine Ježica spremenili ime postaje v krajevno ime. Uspelo jim je, vendar je bilo ime Ježice zapisano v nemškem jeziku Jeschza. Po razpadu Avstro-Ogrske je postaja dobila ime Ježica, ki so jo po osamosvojitvi Slovenije preselili v zgornji del vasi oz. v bližino blokovskega naselja Bratovševa ploščad, po katerem se je prvih par let postaja tudi imenovala.
Kmečki upori - Na območju kopališča so leta 1515 potekali kmečki upori. Na področju avtokampa se je zbralo okoli 6000 kmetov, ki so zahtevali staro pravdo. Upor se je končal krvavo, saj ga je brutalno končala najemniška vojska. Na njihov spomin spominja spominska plošča postavljena na kopališču.
Avtošola - V tej zgradbi je bila prej mitnica v lasti "cestnega zaloga Ježica". Nekaj sto let so namreč v tej zgradbi pobirali mostnino na cesti Dunaj–Trst. Mitnica je spadala med deželne mitnice. V prejšnjih stoletjih je bila sicer manjša zgradba, sredi 19. stoletja pa je dobila takšno obliko. Verjetno pa jo je Tavčer, ko je postal leta 1882 lastnik, renoviral.
Lipa – Izjemnih demenzij in visoke starosti, v spodnjem delu vasi, ob cesti proti športnemu centru.<gallery>

## Sava
Reka Sava, ki teče mimo Ježice je imela že v preteklosti velik pomen za vas. Tukaj so že v davni preteklosti opazili eno izmed najboljših mest za gradnjo mostu preko Save saj se terasa Ljubljanskega polja tukaj najbolj približa živoskalni osnovi, ki je del hriba Tabor. Tako je bil ta del stoletja najpomembnejši za prečkanje Save. Od rimskih časov do danes. Reka je do 19. stol. zgledala precej drugače kot danes. Tekla je vijugasto ter nanašala obsežna prodišča. Kljub temu je reka ljudem, ki so živeli tukaj predstavljala bolj kot ne nadlogo. Spodjedala je opornike mostov in spreminjala strugo ter tako uničevala zemljo kmetom. Leta 1787 je na vojaškem zemljevidu maper zapisal, da je Sava pri Ježici polna sipin, poplavlja spomladi, ko je pod vodo celotna ravan, vse od Mednega pa do cerkve sv. Jurija v Stožicah. To poplavno območje je obsegalo vse tiste dele kjer se danes nahajajo polja ter spodnji del vasi pod ježo. V Franciskejskem katastru iz leta 1825 je dobro vidno, da sta se na Ježici pred glavnim mostom čez reko Savo, nahajala še dva manjša. Dolinarjev most, ki je bil lesen, malce višje pa obokan most imenovan mostek. Ta je viden še danes nasproti Florjančkovega hrama. Oba mosta sta služila za prečkanje stranskih rokavov reke Save, ki so se napolnili le ob visokih vodah. Danes si ljudje, ki hodijo mimo tega mostu le težko predstavljajo, da je Sava nekoč tekla tako visoko, saj je današnja struga precej globlja. 
Prve  ideje o preusmeritvi in regulaciji reke, segajo v začetek 19. Stoletja. Prvi posegi na Ljubljanskem polju so bili izvedeni že v prvi polovici 19. Stol., zlasti pa kasneje v letih od 1860 do 1878. Določeni posegi pa so bili najverjetneje storjeni že daleč nazaj, za katere pa pisni viri ne obstajajo. Vsi omenjeni posegi so bili storjeni le na odsekih Save. Leta 1895 pa so začeli z regulacijo Save po celotni dolžini Ljubljanskega polja in jo potegnili od Tacna pa vse do Šentjakoba. Dela so bila končana leta 1908. To je bila prva močnejša regulacija na omenjeni reki. Kmalu za tem je reka pokazala svojo moč. Zaradi povečanja strmca in preusmeritve vode v eno smer se je povečala erozijska moč reke. Najprej je začela naplavljati nato pa spodjedati obrežne nasipe. Kmalu je prebila nasipe in začela uhajati iz struge ter si pričela ustvarjati svojo. Leta 1935 je Sava dosegla približno enake razmere kot pred regulacijo in uničila 90% človekovega dela. Drug problem je bil, da se je z regulacijo začela reka poglabljati, nivo podtalnice pa je tako padel. Tako je bil zgrajen manjši jez pri Gameljnah za Gameljščico, da bi ohranili višji nivo reke, vendar se je kljub temu struga reke leta 1912 poglobila za 3 m, nivo podtalnice v mestnem vodovodu Kleče pa je padel za 7m. Leta 1935, ko si je reka z naplavljanjem sama povrnila svojo staro strugo, se je nivo podtalnice precej zvišal in zaostajal le še 2m za normalo. V 30 letih dvajsetega stoletja je bila zgrajena manjša hidroelektrarna v Tacnu. Posledica je bila spremenjen transport plavja. Leta 1953 pa je bila zgrajena HE Medvode, ki je prekinila transport proda. Tako se je doljvodno struga Save začela močno poglabljati, od Črnuškega mostu dalje pa epigentsko vrezovati. Tekom desetletij se je struga poglobila do trdne nepropustne podlage. Zaradi poglobitve se je znižala tudi gladina Save, s tem pa se je zmanjšala izdatnost napajanja podzemne vode.
Na tem delu Save so načrtovane tudi hidroelektrarne. Veriga HE je dokončana na zgornji in spodnji Savi, med tem, ko do njihovih gradenj na srednji Savi še ni prišlo. Tako se načrtuje tudi gradnjo HE Ježica. Do izgradnje teh mogoče nikoli ne bo prišlo, saj so določena mesta po novem zavarovana kot območje Nature 2000. Tako se bije boj med naravovarstveniki in tistimi, ki podpirajo gradnjo HE. Z izgradnjo le teh bi se pritisk na okolje močno povečal. Hitrost toka bi se upočasnila, s tem bi se spremenile tudi življenjske razmere za bitja, ki danes živijo v Savi in so prilagojene na hitrejši tok. Elektrarne bi vplivale tudi na obrečno vegetacijo ter na druge živalske vrste, ki živijo ob Savi. Tako treba določiti pogoje, ki bodo zagotavljali izrabo energije ob predpostavki, da narava ostane neprizadeta.
Da so ljudje tudi radi zahajali k Savi dokazuje podatek, da je že v 18. stol. Ježiški župnik Jurij Japel prirejal dneve v naravi ob Savi. Kasneje je znano kako so konec 19 stol. In začetek 20. Stol. Ljubljančani ob koncih tedna radi hodili na kopanje v Savo. Kakovost vode ja danes neprimerna za kopanje, tok vode pa premočan, območje pa je postalo zbirališče nepridipravov. Mestna občina Ljubljana ima v prihodnosti načrte izboljšati kakovost vode na tem območju, da bo Sava zopet primerna za kopanje. Drug problem so tudi odpadki, saj je to območje z njimi močno obremenjeno, pogosto pa se zbirajo tudi ljudje z neprimernim obnašanjem, kot je razkazovanje, spolno nadlegovanje ter tudi kriminal.

## Gostinstvo
Gostinstvo je že od nekdaj pomembna panoga na Ježici. V preteklosti je bila po tem tudi najbolj znana. Leta 1936 je bilo na Ježici 5 gostiln: pri Florjančku, Angelci, Alešu, na Tavčarjevem dvoru in na kopališču pri Šternu. 
Stare gostilne so bile znane in cenjene na območju Ljubljane in so ob koncih tedna privabljale številne obiskovalce, predvsem iz Ljubljane. Danes so od omenjenih gostiln ostale le še Tavčarjev dvor, Florjančkov hram in gostišče pri Šternu, ki pa so le bleda slika tistih nekoč. Stavbi pri Alešu ter Angelci še stojita, vendar ne več kot gostinska objekta.
Tavčarjev dvor – stavba kjer se nahaja gostilna je bila zgrajena leta 1906 in je naslednica enako imenske gostilne, ki se je nahajala v stavbi današnje avtošole Ježica. Tam je bila tradicija gostinstva daljša. Današnja gostilna je nastala hkrati z izgradnjo novega mostu čez Savo leta 1906. Ime gostilne izhaja od nemškega grofa Tavčarja (njegova graščina, današnja avtošola se je imenovala Tavčar hoff oz. Tauzherhof). Današnjo gostilno so radi obiskovali predvsem Ljubljančani ob koncih tedna, ko so se z vlakom pripeljali na kopanje v Savi in se kasneje ustavili tudi v gostilni, posebno pod krošnjami divjih kostanjev, ki stojijo še danes. Med tednom so se tukaj ustavljali predvsem kmetje, ki so imeli v bližini polja. Med vojno so bili v gostilni Nemci, ki so imeli tu utrjeno postojanko za branitev mostu, po vojni pa je bila tukaj nekaj časa milica in stanovalci. Nekaj časa jo je imelo v lasti gostinsko podjetje Bežigrad, sedaj je pa že desetletja v privatni lasti. Njen sloves je že davno minil, tukaj se ustavljajo le še mimoidoči, ki se po prometni dunajski cesti vozijo na delo ali proti domu. Naročiti je možno le pijačo. 
Gostišče in kopališče Štern na Ježici - 
Gradnja prvotne stavbe se je začela teta 1928 in še danes je v njej restavracija. Kopališče in gostilno so prvič odprli leta 1930. Prvotni lastnik je bil vinski trgovec Stern, po rodu z Gorenjske. Po letu 1939 sta se do konca vojne zvrstila dva lastnika. Med vojno so bili tam Italijani, po vojni pa je bilo nacionalizirano (1946) in postala je občinska gostilna in kopališče. 
Pri Angelci – nastala leta 1931. Bila je naslednica stare gostilne v soseščini, ki pa je bila že zelo stara, vsaj sto let in je propadla. Tradicija se je prenesla na gostilno pri Angelci. Zgrajena je bila na pobudo članov Sokola, ki so se tu tudi zbirali. V zmanjšanem obsegu je gostilna delovala tudi med drugo svetovno vojno. od 1923 pa do 1945 pa je bila tu tudi trgovina z mešanim blagom. Pred vojno so se tu ustavljali tudi furmani. V času Jugoslavije je bila ena izmed vodilnih gostiln na tem območju, v prednosti pred ostalimi, danes pa žal ne obratuje več.
Pri Alešu -  Stara furmanska gostilna, do druge svetovne vojne priljubljena Ljubljančanom . Danes ne deluje več.
Gostilna Florjančkov hram - z dolgo tradicijo, njen obstoj beležijo že v letu 1792. Včasih imenovana Pri Florjančku je bila furmanska gostilna, v kateri so se furmani s konjsko vprego spočili, nahranili konje ter uživali v že takrat prijetni domači postrežbi. Gostje so se poleg dobre hrane in postrežbe sproščali tudi s kartanjem, temu je bila namenjena celo kamra, ki se danes imenuje Florjančkova soba (del restavracije). Zraven gostilne je bilo tudi kegljišče na katerem danes stoji prav tako družinski hotel. Leta 1846 se je v stavbi, kjer stoji gostilna, rodil Franc Levec. Sem je rad zahajal tudi France Prešeren. Njegov stric je bil župnik na Ježici in tako-imenovani gospod Fig je zelo rad spil kapljico žlahtnega ter spregovoril kakšno besedo s prijazno in ustrežljivo takratno gospodarico. Po ustnem izročilu celo pravijo, da ji je zrecitiral tudi svojo takrat aktualno poezijo. Iz roda v rod so gospodarji gostilne ohranjali koncept družinskosti z domačo hrano, pridelano na lastnih kmetijah.Danes še vedno prisegajo na tradicionalnost slovenske gostilne in tudi danes gostom zagotavljajo bio prehrano. 
Horse pub – Novejši gostinski lokal, ustanovljen leta 1997, ki je postal precej priljubljen..

## Toplice in avtokamp
Na območju kopališča so leta 1515 potekali kmečki upori. Na področju avtokampa se je zbralo okoli 6000 kmetov, ki so zahtevali staro pravdo. Upor se je končal krvavo, saj ga je brutalno končala najemniška vojska. Na njihov spomin spominja spominska plošča postavljena na kopališču.
V 16. stoletju se je tu nahajalo furmansko nahajališče s številnimi gostilnami, kjer so furmani čakali na prevoz preko reke.
Začetki kopališča segajo v 30 leta 20. Stoletja, ko je na mestu današnje Lagune, trgovec z vinom Štern postavil zidano stavbo, ki stoji še danes ter v kateri je obratovala gostilna. Kmalu za tem je Štern postavil levo in desno od stavbe lesene kabine za garderobo in prho. Stala je pa tudi konjušnica v kateri so si konji lahko odpočili, shramba za kolesa ter čolnarna. Tako so začele nastajati Šternove toplice. Postavil je tudi lesene bazenčke z mivko v katere so se obiskovalci zakopavali in zdravili revmatične težave. Vojna je razvoj kopališča zaustavila in začelo je propadati. 
Po vojni so kopališče nacionalizirali in v imenu javnega interesa predali v upravljanje Rekreacijskemu centru Ježica, ki ga je postopno obnavljal, težišče pa je bilo v gostinstvu. Leta 1965 je pravni naslednik RCJ, Gostinsko podjetje Ljubljana, uredilo Avtokamp Ježica (kamp, počitniške hišice, bungalove, letno in zimsko kopališče s savno in avtomatskim kegljiščem). Po letu 1991 je sledilo obdobje denacionalizacije in brezlastništva, ki je vodilo v propadanje objekta. Kljub temu so do leta 2005 na tem mestu stali trije bazeni in  bilo dolgo časa priljubljeno kopališče med okoliškimi prebivalci, ki je predvsem čez poletje privabljalo polno ljudi. Nosilo je ime pri Šternu, vse do leta 2005, ko so kopališče prenovili in nastalo je kopališče s hidromasažnimi bazeni ter se preimenovalo v Laguno mestno plažo Ljubljana. Od takrat so cene kopanja precej dražje, okoliški prebivalci ga zato ne obiskujejo več tako pogosto. Danes predstavlja eno najdražjih kopališč v mestni občini Ljubljana, z videzom toplic, mirnim vzdušjem, obiskujejo pa ga predvsem tujci, obiskovalci avtokampa ter tisti domači obiskovalci, ki ga obiščejo le enkrat ali dvakrat letno.  

## Praznovanje
Štehvanje –  stara ljudska igra, ki izvira iz Ziljske doline na avstrijskem koroškem. Začetki v Ljubljani segajo v leto 1935, ko je etnomuzikolog France Marolt to konjeniško igro želel pokazati na folklornem festivalu v Ljubljani. Zanjo je navdušil fante iz vasi ljubljanskega Posavja: iz Kleč, Savelj, Ježice, Stožic in Male vasi, ki so veljali za dobre jahače in rejce konj. Na začetku so igro prirejali na različnih delih okolice Ljubljane v času vojne pa je povsem zamrla. Leta 1954 so igro zopet obudili in priredili tekmovanje v Savljah. Od takrat se igro prireja vsako leto, prizorišča pa se na več let menjajo, tokrat samo v mejah Ježice, Savelj in Kleč. Tekmovanje poteka v Juniju.
Igra poteka tako, da se v tla zabije lesen drog, na katerega se povezne lesen sodček obit z leskovimi obroči. Fantje nato jezdijo mimo v gorenjski narodni noši in zbijajo sodček s posebnimi kovinskimi kiji. Fantje ob razbijanju soda zbirajo točke. Zmagovalec je tisti, ki zbere največ točk. Igra ima tekmovalni značaj in poteka nekoliko drugače kot v Ziljski dolini.
Leta 2012 je bila vpisana v register žive kulturne dediščine.
Gasilska veselica – veselica se večinoma odvija konec maja. Po letu 2012 se je po dolgoletnem premoru odvila prva veselica. Od takrat se prireditev odvija vsako leto. Leto 2015 je bilo še toliko bolj posebno, saj je organizatorjem uspelo privabiti najbolj priljubljen narodno zabavni ansambel v Sloveniji, Modrijane.
Verski prazniki – V sklopu cerkve sv. Kancijana, ki stoji v vasi se odvijajo vsakoletna, običajna praznovanja katoliške verske skupnosti, junija pa se priredi veselico v sklopu farnega dne.
7. september – vsako leto na omenjeni datum poteka v parku za Ruskim carjem prireditev v počastitev domačinov, ki so se prvi uprli italijanski okupaciji oz. fašizmu v drugi svetovni vojni.

## Turizem
Turizem na Ježici se je pričel razvijati nekako konec 19. Stoletja, ko so predvsem prebivalci Ljubljane ob koncih tedna obiskovali znane gostilne, ki so bile znane za Ježico. To so bili Tavčarjev dvor, pri Florjančku, pri Alešu ter gostilna Ruski car. Tja so hodili ob takrat lepi Tyršerjevi cesti, danes Dunajski, ki jo je krasil lipov drevored od Ljubljane pa vse do Ježice. Ljudi je privabljala tudi Sava v kateri so se kopali. V začetku 20 stoletja je trgovec z vinom Štern zgradil toplice ter tako še povečal zanimanje domačih turistov za ta kraj. Med vojnama je turizem zamrl, po vojni pa so bazene prenovili ter leta 1965 uredili avtokamp. Kraj je tako začel privabljati predvsem tuje obiskovalce, ki so prihajali počitnikovat v Ljubljano in jim je bližina avtokampa ustrezala. Tako so leta 1984 zabeležili kar 25.286 gostov in 40.591 nočitev, kar je občino Bežigrad pod katero je spadala Ježica uvrstilo na 18. mesto po številu gostov, po številu tujih pa kar na 16. mesto, kar je bilo tistega leta celo več kot v Kamniku ter termah Čatež. Danes Ježico obiskujejo predvsem tuji turisti, kjer jim avtokamp predstavlja odskočno desko za raziskovanje Ljubljane, gostilne ki so nekoč privabljale Ljubljančane pa so izgubile svoj sloves in ne predstavljajo pomembnih turističnih točk. Nova pridobitev je hotel Florjančkov hram, ki je povečal kapacitete za nočitve, vendar je žal zaradi nestrokovnosti s svojo neprimerno arhitekturo skazil podobo vasi.

## Šolstvo
Šola Ceneta Štuparja
Avtošola Ježica – Nekdanji Eckerjev gradič, zraven ohranjena nizka stavba (prezidana) kjer so v času lesenega mostu pobirali mostnino. Blizu te so leta 1880 odkrili rimsko skeletno grobišče. 

## Šport
Ježica predstavlja športno bogat del Ljubljane, saj tu deluje več športnih društev kot so:
- Športno društvo Ježica (rekreacija, telovadba ter ostale športne dejavnosti)
- ŽKD Ježica (žensko košarkarsko društvo, ustanovljeno leta 1962, večkratne slovenske prvakinje ter udeleženke najvišjih evropskih tekmovanj)
- Baseball in Softball društvo Ježica
- Badminton klub Ježica
- Strelsko društvo Tabor – Ježica
- NK Interblock (nogometni klub, ki se je pred leti s finančno močjo Joca Pečečnika prebil v prvo slovensko ligo, vendar kasneje zaradi finančnih težav nazadoval)

Po naselju se imenuje tudi park Ježica, ki vključuje BMX stezo Bežigrad, dvorano Ježica, hipodrom Stožice, igrišča Savsko naselje II, igrišča v BS-3, Kegljišče in dvorane Staničeva, košarkarsko igrišče Tesovnikova, športni center BS–7, športni center Črnuče, športni center Savsko naselje.

## Znane osebnosti
- Fran Levec
- Alojzij Merhar
- Anton Traven